# Mateus Leme
Mateus Leme es un municipio brasilero del estado de Minas Gerais. Su población medida en 2008 era de 26.631 habitantes. Pertenece a la Región Metropolitana de Belo Horizonte. Se localiza a 61 km de Belo Horizonte y a 21 km de Itaúna.
Fue así nombrado en homenaje al explorador paulista Mateus Leme, que fundó en Minas Gerais el festival de Itatiaiaçu. Sería el mismo que, como capitán mayor, llegaría a la Bahía, donde, de 1715 a 1717, combatió indios bravios.